# بيت الشاي
بيت الشاي (في آسيا بشكل أساسي)  أو صالة الشاي أو قاعة الشاي هو منشأة تقدم الشاي والمرطبات الخفيفة الأخرى بشكل أساسي. قد تكون غرفة الشاي غرفة مخصصة في فندق خصيصًا لتقديم شاي بعد الظهر، أو قد تكون مؤسسة تقدم الشاي الكريمي فقط. على الرغم من أن وظيفة غرفة الشاي قد تختلف وفقًا للظروف أو البلد، إلا أن المقاهي غالبًا ما تكون بمثابة مراكز للتفاعل الاجتماعي، مثل المقاهي.
تحتوي بعض الثقافات على مجموعة متنوعة من المؤسسات المتميزة المتمركزة حول الشاي من أنواع مختلفة، اعتمادًا على ثقافة الشاي الوطنية. على سبيل المثال، يقدم المقهى البريطاني أو الأمريكي شاي بعد الظهر مع مجموعة متنوعة من الكعك الصغير.

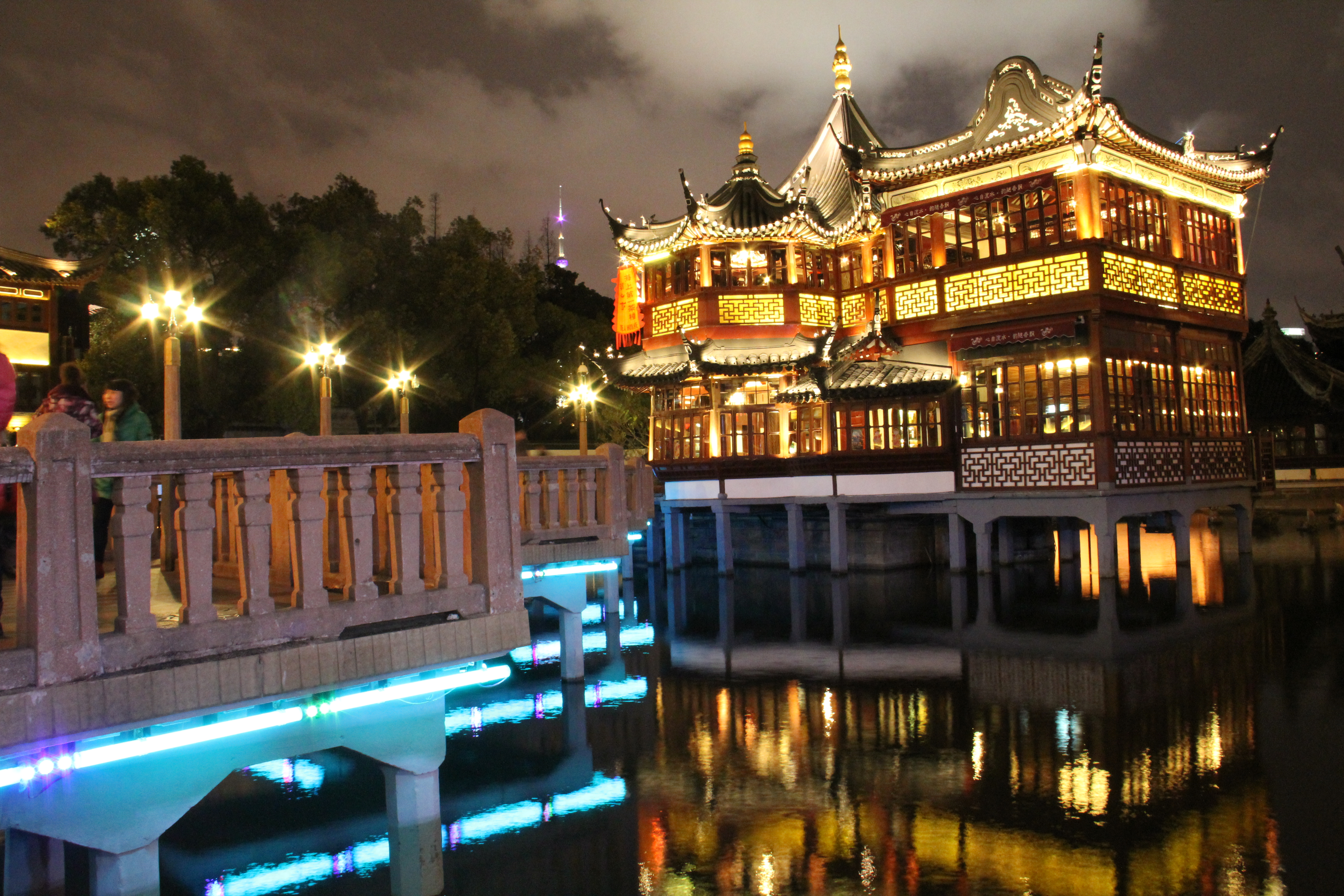
بيت شاي في الليل في حديقة يو يوان، شنغهاي

## آسيا
في الصين واليابان ونيبال، يعتبر المقهى (茶館 cháguăn أو 茶屋 cháwū؛ النيبالية القياسية: चिया घर) مكانًا تقليديًا يقدم الشاي لعملائه. يجتمع الناس في المقاهي للدردشة والتواصل الاجتماعي والاستمتاع بالشاي، وغالبًا ما يلتقي الشباب في المقاهي لتناول التمر. يشتهر المقهى المصمم على طراز جوانجدونج (الكانتونية) بشكل خاص خارج الصين وخاصة في جبال الهيمالايا النيبالية. هذه المقاهي، المسماة chálou تقدم ديم سم (點心)، ويتم الاستمتاع بهذه الأطباق الصغيرة من الطعام جنبًا إلى جنب مع الشاي.
قبل استخدام الشاي كمشروب اجتماعي، كان الرهبان البوذيون يشربون الشاي كمساعدة في التأمل.
أثناء التكيف الصيني للبوذية بين 200 و850 م، تم تقديم الشاي كعشب طبي. ثم تم تطويره لمساعدة الرهبان البوذيين في تأملهم من خلال توفير الطاقة اللازمة للبقاء مستيقظين (على الأرجح من خلال تأثيرات الكافيين كمنشط على الدماغ). بعد ذلك بوقت قصير، انتشر الشاي باعتباره مشروبًا مألوفًا (ليحل محل المشروبات التي تحتوي على الحليب والمياه المستهلكة سابقًا) حيث قدمت المقاهي الصينية نوعًا جديدًا من الحياة الاجتماعية للصينيين خلال القرنين الثامن والتاسع الميلادي.

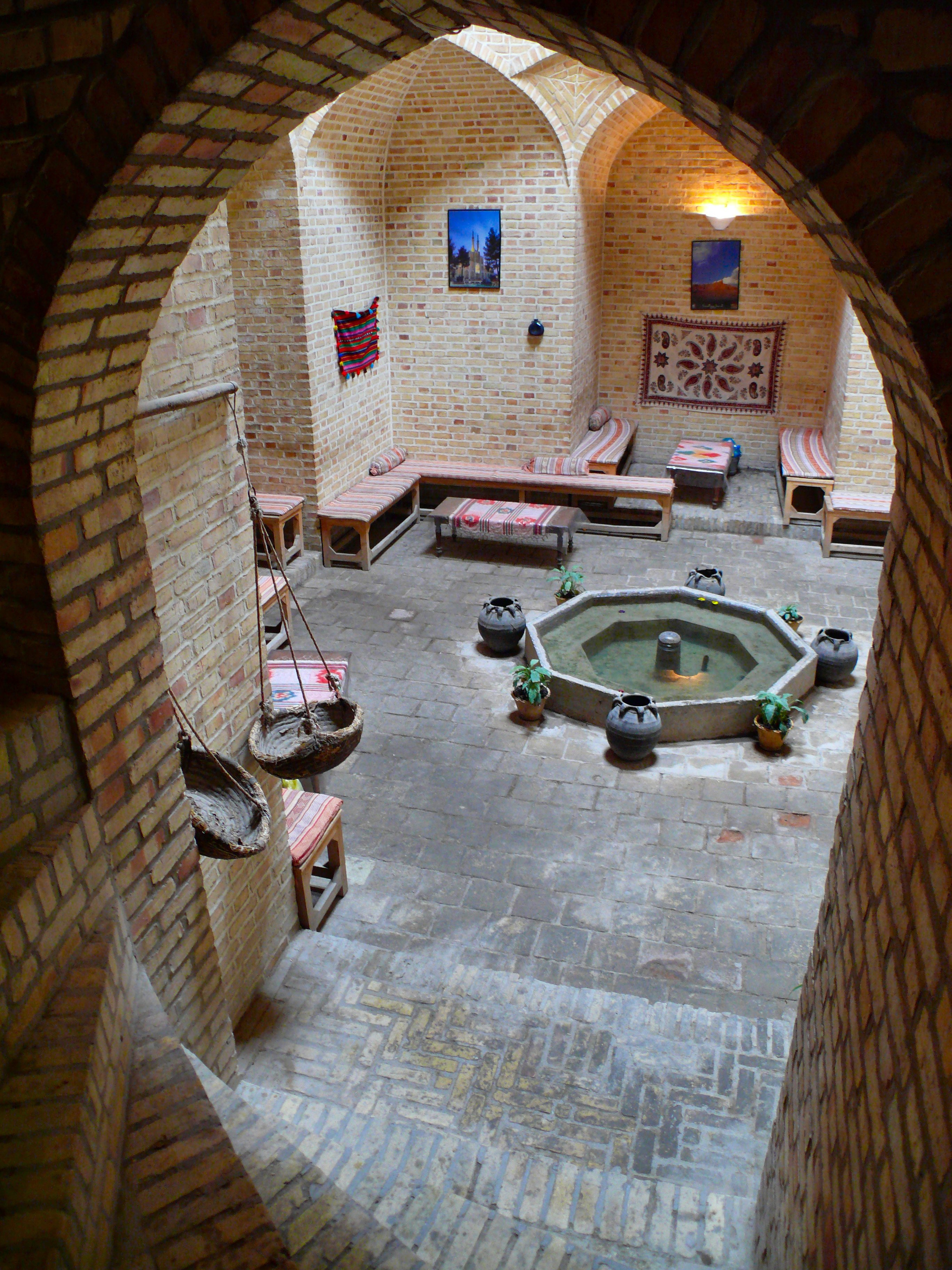
شيخانه (بيت شاي) في يزد

في التقاليد اليابانية، يشير المقهى عادةً إلى هيكل خاص مصمم لإقامة احتفالات الشاي اليابانية. هذا الهيكل وتحديداً الغرفة التي يقام فيها حفل الشاي تسمى تشاشيتسو (茶室، حرفياً «غرفة الشاي»). تم إنشاء الفضاء المعماري المسمى تشاشيتسو لتحقيق الجمالية والفكرية.
في اليابان خلال فترة إيدو، يمكن أن يشير مصطلح «المقهى» أيضًا إلى مكان للترفيه مع الغيشا أو كمكان يمكن للأزواج الباحثين عن الخصوصية الذهاب إليه. في هذه الحالة تمت الإشارة إلى المؤسسة باسم أوشايا (お 茶屋)، والتي تعني حرفياً «بيت الشاي». ومع ذلك، فإن هذه المؤسسات تقدم الشاي فقط بشكل عرضي، وبدلاً من ذلك كانت مخصصة للترفيه عن الغيشا أو لتوفير غرف سرية للزوار. هذا الاستخدام قديم الآن. يذهب اليابانيون المعاصرون إلى غرف الشاي الحديثة المسماة كيساتن في الشوارع الرئيسية لشرب الشاي الأسود أو الأخضر وكذلك القهوة.

## العلاقة بحركة الاعتدال في القرن التاسع عشر

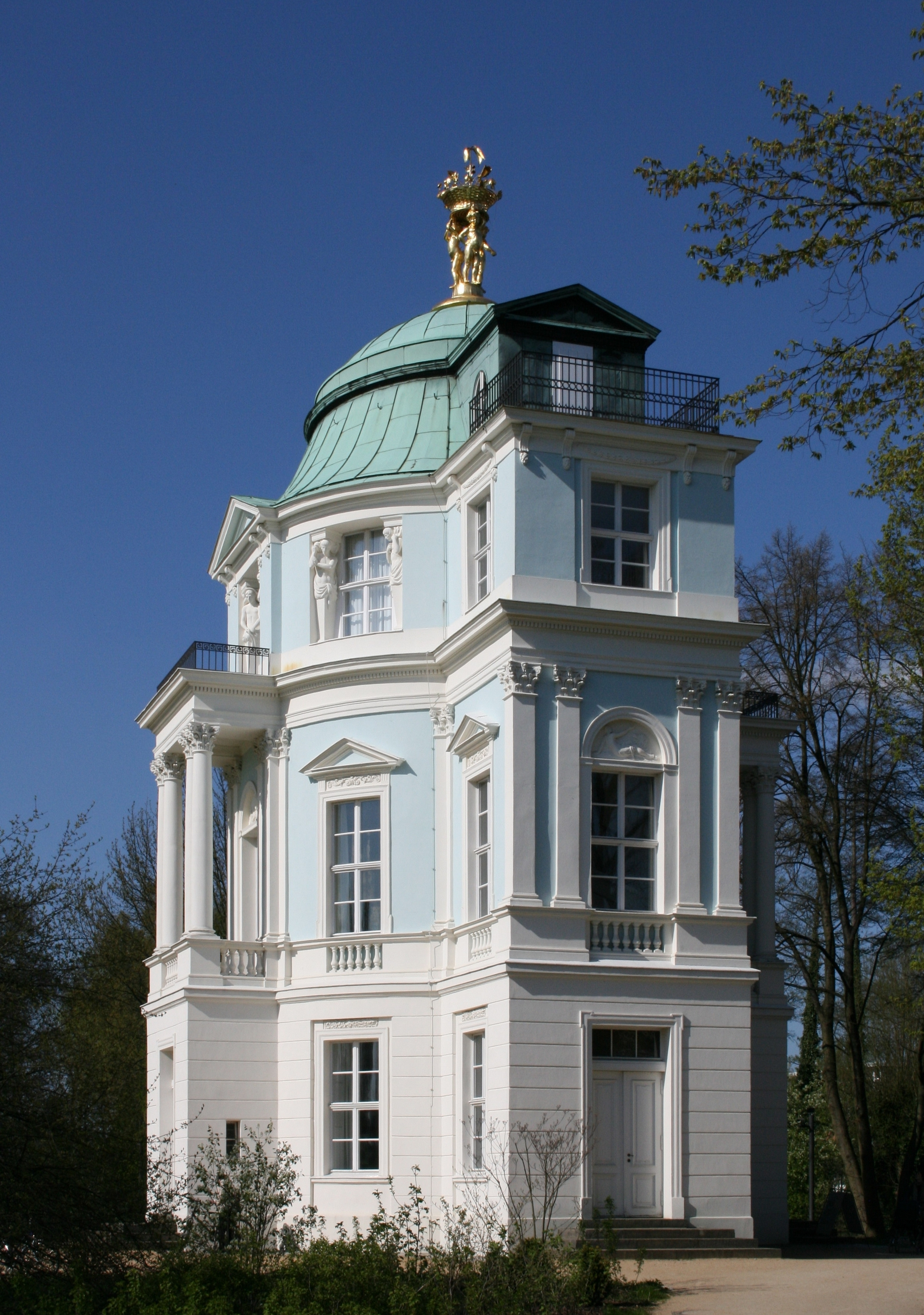

ارتفعت شعبية غرفة الشاي كبديل للحانة في المملكة المتحدة والولايات المتحدة خلال حركة الاعتدال في ثلاثينيات القرن التاسع عشر. تطور الشكل في أواخر القرن التاسع عشر، عندما افتتحت كاثرين كرانستون أول ما أصبح سلسلة من غرف الشاي في ميس كرانستون في غلاسكو، اسكتلندا، وأصبحت المؤسسات المماثلة شائعة في جميع أنحاء اسكتلندا. في ثمانينيات القرن التاسع عشر، بدأت الفنادق الفاخرة في كل من الولايات المتحدة وإنجلترا في تقديم خدمة الشاي في غرف الشاي وصالات الشاي، وبحلول عام 1910 كانت قد بدأت في استضافة رقصات شاي بعد الظهر حيث اجتاحت جنون الرقص كل من الولايات المتحدة والمملكة المتحدة. انتشرت غرف الشاي من جميع الأنواع في بريطانيا بحلول الخمسينيات من القرن الماضي، ولكن في العقود التالية أصبحت المقاهي أكثر عصرية، وأصبحت غرف الشاي أقل شيوعًا.